# Xacal ratllat
El xacal ratllat (Canis adustus) és una espècie de la família dels cànids que només viu a l'Àfrica subsahariana. Es diferencia dels seus parents més propers, el xacal comú (Canis aureus) i el xacal de llom negre (Canis mesomelas) per les potes i orelles bastant més curtes, el pelatge més clar i la presència de ratlles blanques poc definides a les espatlles, els flancs i la cua. Té una mida intermèdia entre la de les altres dues espècies de xacals.